# 现代奇迹
《现代奇迹》（英語：Modern Marvels）是一个历史频道播出的电视节目，此节目侧重于表现技术如何使用并影响今天的社会。现代奇迹自1995年1月1日在历史频道开播至今，几乎是该频道播出历史最长的节目。

## 外部連結
- 官方网站
- 互联网电影数据库（IMDb）上《现代奇迹》的资料（英文）